# Ben je slimmer dan een kind?
Ben je slimmer dan een kind? is een Nederlandse televisiequiz op Net5 gepresenteerd door Erik van der Hoff, de Nederlandse versie van de Amerikaanse quiz Are You Smarter than a 5th Grader?.

## Opzet
In de quiz moet een volwassene elf vragen beantwoorden die regelrecht zijn overgenomen uit toetsen van de basisschool. De vragen zijn ingedeeld in verschillende categorieën en leeftijdsklassen zoals “rekenen, 10 jaar” en “geografie, 8 jaar”.
Elk goed antwoord levert de kandidaat meer geld op. Na tien vragen heeft hij/zij 50.000 euro. Dan volgt nog 1 laatste bonusvraag, waarmee dit bedrag kan worden verhoogd naar 100.000 euro. Een kandidaat mag altijd beslissen om tussentijds te stoppen en het op dat moment gewonnen geldbedrag mee naar huis te nemen, zelfs nadat hij/zij de volgende vraag al gezien heeft. Pas als de kandidaat na het zien van de vraag op de knop voor hem/haar drukt is hij verplicht te spelen en een antwoord te geven.
Ook aanwezig in de studio is een team van vijf kinderen in de leeftijd 9 – 12. De kandidaat mag bij het beantwoorden van de eerste tien vragen telkens één kind uitkiezen dat gedurende twee vraagrondes plaatsneemt aan de tafel naast de kandidaat. Dit kind beantwoordt de vragen die gesteld worden eveneens door het antwoord op een leitje te schrijven dat op zijn desk ligt. Als de kandidaat het antwoord niet weet, kan dit kind de kandidaat op drie manieren helpen:
- Redden: als de kandidaat een fout antwoord geeft, maar het kind heeft het antwoord wel goed, dan mag de kandidaat toch doorspelen.
- Spieken: de kandidaat mag bij het kind kijken wat voor antwoord hij/zij heeft opgeschreven. Of de kandidaat dit antwoord daadwerkelijk overneemt is aan hem om te beslissen. Ook mag de kandidaat na het spieken alsnog besluiten te stoppen.
- Overschrijven: gelijk aan spieken, behalve dat de kandidaat in dit geval het antwoord van het kind letterlijk moet overnemen en er niets meer aan mag veranderen. Verder moet de kandidaat bij overschrijven de ronde uitspelen en het antwoord inleveren.

Elk van bovengenoemde manieren kan slechts een keer worden gebruikt. Na twee vragen moet de kandidaat een nieuw kind uitkiezen om hem te helpen. Hij mag niet hetzelfde kind twee keer kiezen.
Bij de elfde vraag veranderen de spelregels een beetje. Bij deze vraag mag de kandidaat niet meer de hulp inroepen van een van de kinderen (ook al heeft/zij nog niet alle drie de hulpmogelijkheden gebruikt). Ook moet de kandidaat bij de laatste vraag al beslissen of hij/zij wil spelen of stoppen nadat hij/zij alleen nog maar de categorie heeft gezien, dus niet de vraag zelf.
Indien een kandidaat een fout antwoord geeft of vroegtijdig besluit te stoppen, moet hij/zij recht in de camera de zin "Ik ben niet slimmer dan een kind" zeggen.

## Internationaal
- In de Verenigde Staten en Australië staat de quiz bekend als Are You Smarter Than A 5th Grader? (ben je slimmer dan een kind uit groep zeven?) .
- In België wordt de quiz sinds 6 september 2007 ook uitgezonden op VT4 onder de naam Slimmer dan een Kind van 10?.
- In Duitsland heet de show Das weiß doch jedes Kind! (Dat weet toch ieder kind!)
- In Frankrijk heet de show Êtes vous plus fort qu’un élève de 10 ans? (ben jij beter dan een 10-jarige leerling?)
- In de Filipijnen is een versie in de maak die Pakasa Ka Ba sa Grade 5? (Haal jij groep 7?) gaat heten.
- In Thailand heet de show (ถ้าคุณแน่? อย่าแพ้ ป.4! (Tha Khun Naë Yaa Pare Por 4, "Waag het eens van een kind uit groep 6 te verliezen!")